# Wappen der Demokratischen Arabischen Republik Sahara
Das Wappen der Demokratischen Arabischen Republik Sahara ist ein von der POLISARIO, der größten westsaharischen politischen und militärischen Organisation, die gegen die marokkanische Okkupation kämpft, eingeführtes Symbol.

## Gestaltung des Wappens
In der Mitte des Wappens befinden sich zwei Gewehre, von denen jeweils die Flagge der Demokratischen Arabischen Republik Sahara herabhängt. Darüber sind ein roter Halbmond und ein roter, fünfzackiger Stern abgebildet. Den Fuß des Wappens bildet ein rotes Spruchband, rechts und links sind außerdem zwei Olivenzweige angebracht.

## Bedeutung der Symbole
Die beiden Gewehre stehen für die militärischen Anstrengungen, die noch nötig sind, um einen unabhängigen westsaharauischen Staat gründen zu können und die vielen Opfer, die dafür bereits ihr Leben lassen mussten. Die Olivenzweige sollen den dann folgenden Frieden darstellen. Das Spruchband zeigt den Wahlspruch der POLISARIO, hier steht in schwarz auf rot in Hassania-Arabisch geschrieben: Freiheit – Demokratie – Einheit (arabisch حرية ديمقراطية وحدة, DMG ḥurrīya, dīmuqrāṭīya, waḥda). Das Wappen zeigt hauptsächlich die von den meisten islamischen Staaten in Flaggen und Wappen verwendeten Farben rot, grün, weiß und schwarz; Halbmond und Stern sind zwei weitere Symbole für den Islam.